# Thierry Dusserre
Pour les articles homonymes, voir Dusserre.
Thierry Dusserre est un biathlète français, né le 25 juillet 1967 à Romans-sur-Isère, médaillé olympique en relais. 

## Biographie
Thierry Dusserre est scolarisé en section biathlon au collège sport Nature de la Chapelle en Vercors. Fort de cette formation, il est sélectionné en équipe de France de biathlon à partir de 1988. Il monte sur son premier podium collectif en Coupe du monde en 1989 à Hameenlinna. Il obtient comme meilleur résultat individuel dans sa carrière une quatrième place sur l'individuel de Fagernes en 1992. Il participe à plusieurs reprises aux championnats du monde de biathlon, remportant deux médailles de bronze dans l'épreuve par équipes en 1993 et 1995 et une médaille d'argent en relais en 1995. Aux Jeux olympiques d'hiver de 1994, il est médaillé de bronze dans l'épreuve du relais. Il prend sa retraite sportive après les Jeux olympiques d'hiver de 1998 à Nagano et se consacre ensuite à une carrière d'entraîneur dans sa discipline de prédilection. Ayant notamment entrainé par le passé l'équipe de France féminine de biathlon, il entraîne actuellement le comité inter-régional de biathlon du Dauphiné et le pôle espoir de Villard de lans.

## Palmarès

### Jeux olympiques d'hiver
| Épreuve / Édition   | Individuel | Sprint | Relais                              |
| ------------------- | ---------- | ------ | ----------------------------------- |
| JO 1994 Lillehammer | -          | 19e    | Médaille de bronze, Jeux olympiques |
| JO 1998 Nagano      | 46e        | 50e    | 7e                                  |

Légende :
- : troisième place, médaille de bronze
- — : pas de participation à l'épreuve

### Championnats du monde
| Mondiaux \ Épreuve      | individuel     | Sprint         | Poursuite                        | Relais                   | Course par équipes        |
| 1989 Feistritz          | 53e            | -              | Épreuve inexistante à cette date | -                        | -                         |
| 1992 Novossibirsk       | JO Albertville | JO Albertville | Épreuve inexistante à cette date | JO Albertville           | 6e                        |
| 1993 Borovets           | 9e             | 63e            | Épreuve inexistante à cette date | -                        | Médaille de bronze, monde |
| 1995 Antholz Anterselva | 24e            | -              | Épreuve inexistante à cette date | Médaille d'argent, monde | Médaille de bronze, monde |
| 1996 Ruhpolding         | 38e            | -              | Épreuve inexistante à cette date | 5e                       | -                         |
| 1997 Osrblie            | -              | 16e            | 29e                              | 5e                       | -                         |

Légende :

 : deuxième place, médaille d'argent

 : troisième place, médaille de bronze

 : épreuve inexistante à cette date

— : pas de participation à cette épreuve

### Coupe du monde
- Meilleur classement général : 39e en 1992.
- 9 podiums en relais : 1 victoire, 5 deuxièmes places et 3 troisièmes places.
- 3 podiums par équipes : 3 troisièmes places.
- Meilleur résultat individuel : 4e.

#### Classements annuels
| Année | Classement général final |
| 1991  | 59e                      |
| 1992  | 39e                      |
| 1993  | 43e                      |
| 1994  | 52e                      |
| 1996  | 46e                      |
| 1997  | 45e                      |